# ファンド・オブ・ファンズ
ファンド・オブ・ファンズ（Fund of Funds, FOF）は、投資信託のうち、運用会社が別の投資信託に投資するもの。1つの投資ファンドで分散投資を企図するものが多い。その目的から、ミューチュアル・ファンド、ヘッジファンド、未公開株ファンド、インベストメント・トラスト、のいずれにも広く応用される。

## 運用の実際
バーニー・コーンフェルドがミューチュアル・ファンドの営業組織として、1955年に海外投資家サービス（英語: Investors Overseas Services (IOS)）を無限連鎖講で設立し、IOSが1962年に最初のFOFを設立した。バーニーは金融技術に疎く、他のファンドと連携した。ジュネーブの事情に詳しいバーニーは、投信業界にオフショア・ファンドやカントリーファンドのような租税回避を紹介し、ドレフュス商会と密接に関係した。しかしIOSのFOFはロバート・ヴェスコのスキャンダルで破綻した。
シンクタンクのプライベート・エクイティ・インテリジェンスは、2006年時点で、他のプライベート・エクイティ・ファンドに投資しているFOFは未公開株市場の14パーセントに関与し、規模が大きいものに、アムステルダム発祥で2011年にカーライル・グループとジョイントベンチャーで統合されたアルプインベスト・パートナーズ、アクサの未公開株ファンドを母体とするフランスのアルディアン、アメリカン・インターナショナル・グループ、ゴールドマン・サックス、LGTリヒテンシュタイン銀行、2004年にラッセル・インベストメンツに買収されたラッセル商会系のパンテオン・ベンチャーズなどがあり、18位にアリアンツ、23位にルクセンブルクの欧州投資基金がある。

## 一般的な利点と欠点
利点
- 購入者が、いくつかの投資信託を選択する手間を省く事ができる。
- 分散投資の観点から、投資対象が様々な投資信託で構成される商品は、価格変動のリスクを軽減する効果が見込まれる。
- 資産配分が固定されているものが多く、自動的に資産配分が再構成される。

欠点
- 客が購入したファンドとファンドが購入した別のファンドの両方で、信託報酬となる投資信託の運用手数料が発生する。
- 分散型の投資だが、資金を運用会社に一任した形態で、資産配分が自動的に固定される。